# جوليت ارنو
جوليت ارنو (بالفرنسية: Juliette Arnaud )‏ (و. 1973 – م) هي ممثلة، وكاتبة سيناريو، من فرنسا، ولدت في سانت إتيان.

## التعليم
تعلمت في مدرسة فلوران ‏.

## وصلات خارجية
- جوليت ارنو على موقع IMDb (الإنجليزية)
- جوليت ارنو على موقع ألو سيني (الفرنسية)
- جوليت ارنو على موقع أول موفي (الإنجليزية)
- جوليت ارنو على موقع قاعدة بيانات الأفلام السويدية (السويدية)
- جوليت ارنو على موقع قاعدة بيانات الفيلم (الإنجليزية)
- جوليت ارنو على موقع كينوبويسك (الروسية)